# Godspell (film)
Godspell (cunoscut și ca Godspell: A Musical Based on the Gospel According to St. Matthew) este un film american din 1973 regizat de David Greene. În rolurile principale joacă actorii  Victor Garber ca Iisus și David Haskell ca Iuda Iscarioteanul/Ioan Botezătorul. Acțiunea are loc în New York-ul zilelor noastre. Scenariul este scris de David Greene, fiind o adaptare pentru film a muzicalului Off-Broadway omonim  creat de John-Michael Tebelak. Tebelak este menționat ca co-scenarist al filmului și a lucrat ca film ca consultant creativ, cu toate acestea regizorul David Greene a afirmat că Tebelak nu a scris scenariul.

## Prezentare
Structura muzicalului este în mare parte formată dintr-o serie de pilde din Evanghelia după Matei, intercalate cu numere muzicale. Multe dintre scene se desfășoară în locuri bine-cunoscute din jurul New York-ului. Ioan Botezătorul adună o trupă diversă de tineri ucenici care să-l urmeze și cărora să le prezinte din învățăturile lui Iisus. Apoi acești ucenici formează o trupă care acționează cu rătăcire adaptând pildele lui Isus de-a lungul străzilor din New York.

## Distribuție
- Victor Garber ca Iisus Hristos
- David Haskell ca Ioan Botezătorul / Iuda Iscarioteanul
- Robin Lamont ca Robin, un cumpărător de ferestre
- Joanne Jonas ca Joanne, o dansatoare de balet
- Lynne Thigpen ca Lynne, un student
- Merrell Jackson ca Merrell,  un comerciant de îmbrăcăminte
- Jerry Sroka ca  Jerry, un însoțitor de parcare
- Gilmer McCormick ca Gilmer, un foto-model
- Jeffrey Mylett ca  Jeffrey, un șofer de taxi
- Katie Hanley ca Katie, o chelneriță de restauran

## Numere muzicale
1. "Prepare Ye the Way of the Lord" - John the Baptist
2. "Save the People" - Jesus
3. "Day by Day" - Robin
4. "Turn Back, O Man" - Joanne
5. "Bless the Lord" - Lynne
6. "All for the Best" - Jesus, Judas
7. "All Good Gifts" - Merrell
8. "Light of the World" - Jerry, Gilmer, Jeffrey, Robin
9. "Alas for You" - Jesus
10. "By My Side" - Katie
11. "Beautiful City" - Company
12. "Beautiful City" (Instrumental Reprise)
13. "On the Willows"
14. "Finale" - Jesus